# Centre d'entraînement régional de galop de l'Ouest

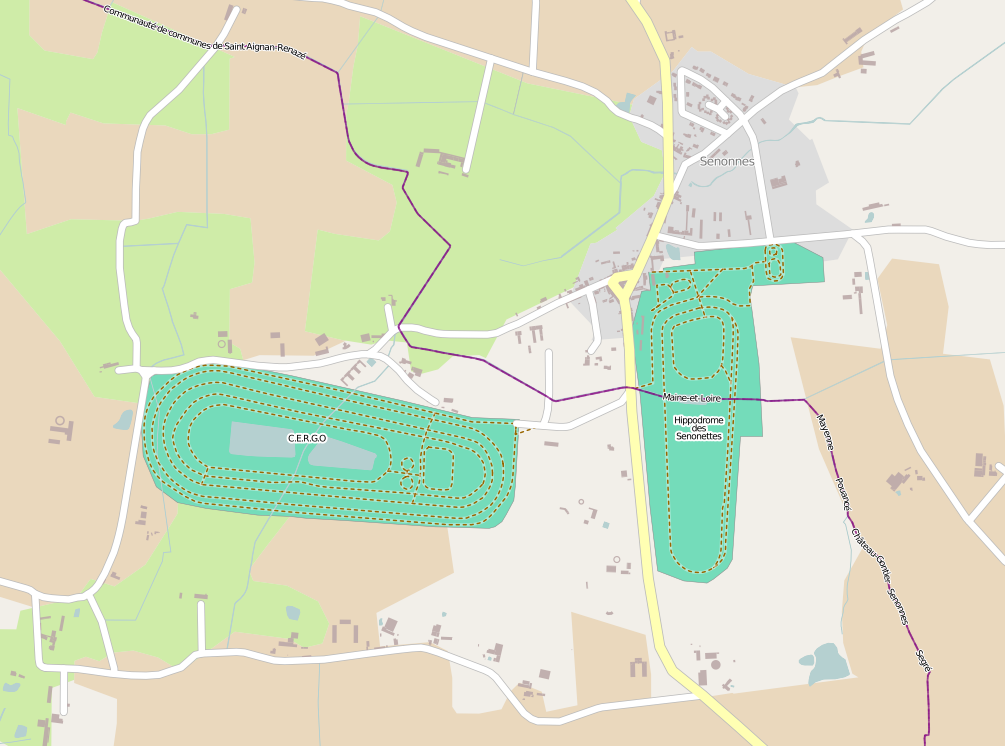
Carte du C.E.R.G.O et de l'hippodrome des Senonettes, à cheval sur les communes de Senonnes et Pouancé.

Le Centre d'entraînement régional de galop de l'Ouest ou CERGO est un centre d'entrainement équestre situé sur les communes limitrophes de Senonnes en Mayenne et Pouancé en Maine-et-Loire.
Il est constitué d'un centre d'entraînement ainsi que d'un hippodrome. 

## La structure
Le CERGO est une association loi de 1901, syndicat mixte, doté d'un conseil d'administration de 18 membres, comprenant des élus de Mayenne et de Maine-et-Loire, des élus de l'organisation de Courses, ainsi que des utilisateurs du centre (entraîneurs et propriétaires).

## Le centre d'entraînement
Le centre a été créé en 2001 par Claude Rouget, Henri Malard et Jacques Béline, élus locaux ou organisateurs de Courses. À vocation régionale, le centre devait favoriser l'installation de professionnels dans le secteur, à l'aide d'un complexe de haut niveau.
En 2010, le centre accueille 600 chevaux et 30 entraineurs. Il assure également 150 emplois directs, dont de nombreux jeunes en apprentissage.
En 2016,  le centre accueille un peu plus de 700 chevaux et 33 entraîneurs. 
En termes de notoriété, il est le troisième centre régional de France, après ceux de Calas et de Pau. Les chevaux entrainés par le CERGO ont cumulé 487 victoires en 2008.

### Infrastructures
Le centre s'étend sur près de 35 hectares. Il est constitué d'une piste en herbe, ainsi que de 4 pistes en sable (obstacle haies et steeple, parcours cross, et un manège de haies). La plus grande piste fait 2 200 mètres. Deux des pistes de sable sont en sable de Fontainebleau. On y trouve également deux pistes d'obstacles, un parcours de cross, un manège de quatre haies, ainsi que des ronds de détente et des allées cavalières.
Trois box-relais ont été mis en location pour accueillir de jeunes entraîneurs.
Ces infrastructures ont coûté environ quatre millions d'euros, dont une partie venant de subventions européennes (FEDER), régionale et départementales.

## L'hippodrome des Senonnettes
L'hippodrome des Senonnettes se situe à cheval sur les territoires de Pouancé et de Senonnes.

### Courses
Trois types de courses sont organisées : le plat, le trot attelé et l'obstacle.

### Caractéristiques
Piste corde droite en herbe d'une longueur de 1 600 mètres.